# ポモ (YouTuber)
ポモ（韓国語：뽀모）またはPPOMOは、韓国の女性YouTuber・ストリーマーである。活動当初はゲーム実況がメインだったが、現在はASMR動画が中心となっている。また、韓国語に加え日本語や英語も話すトリリンガルである。

## 人物
2014年12月からASMR動画をYouTubeに投稿し始めた。
配信や動画は実写だが、顔全体は明かしておらず、口から下側を撮影した動画が多い。
安眠やリラックスを目的とした囁きや耳かき、マッサージなど、様々なコンセプトのASMRを投稿している。
また、メイドや医者といったロールプレイング形式のASMRも投稿している。
2018年2月、チャンネル登録者数100万人達成。
翌年12月、チャンネル登録者数200万人達成。